# Peč, Gorica
Peč (italijansko Peci) je razpotegnjena vas, ki se nahaja v občini Sovodnje ob Soči v Goriški pokrajini v Furlaniji - Julijski krajini. Poseljena je s skoraj izključno Slovenci. Leži 1,4 km od središča občine v Sovodnjah ob ulici Srečka Kosovela. Vas se nahaja v obmejnem pasu in meji na Miren na slovenski strani.
Vas spada v župnijo Rupa v sosednji vasi, ki je bila ustanovljena kot samostojna župnija s Cerkvijo sv. Marka Evangelista z dekretom ordinarija goriške nadškofije 24. februarja 1953.  V sami vasi je le podružnična Cerkev sv. Katarine ter pokopališče.

### Društva
V vasi Peč delujeta društvi Amatersko kulturno športno društvo (Circolo culturale ricreativo dilettantistico) VIPAVA in Prosvetno društvo Rupa-Peč ter Mešani pevski zbor Rupa-Peč.

## Ljudje, povezani s krajem

### Rojeni v vasi Peč
- Leopold Bobič, slovenski akademik, javni delavec (1884–1959)